# Aiglos (czasopismo)
Aiglos – rocznik tolkienowski, wydawany od 2004 roku przez Śląski Klub Fantastyki, początkowo jako półrocznik. Idea czasopisma powstała podczas Polconu 2003 w Elblągu. Od wydania pierwszego numeru w styczniu 2004 roku pismo wychodzi w sposób nieprzerwany. Dwukrotnie (2005, 2012) ukazały się także specjalne edycje anglojęzyczne. Numer 16 (czerwiec 2011) był ostatnim numerem funkcjonowania czasopisma jako półrocznik, od tego momentu czasopismo przeszło na roczny cykl wydawniczy. Redaktorem naczelnym jest od początku Anna Adamczyk-Śliwińska „Nifrodel”.
Obecnie jest to jedyne faktycznie i regularnie wychodzące papierowe czasopismo tolkienowskie w Polsce. Czasopismo zachowuje jednolitą szatę graficzną i stałe działy: artykuły i eseje, opowiadania fanowskie, wiersze, recenzje i wywiady ze znanymi miłośnikami i badaczami dzieł Tolkiena. Publikuje także polemiki i relacje.